# Nederland op de Olympische Zomerspelen 1920
Nederland nam deel aan de Olympische Zomerspelen 1920 in Antwerpen, België.

## Medailles
| Sport        | Olympiër                              | Discipline                     | Medaille |
| ------------ | ------------------------------------- | ------------------------------ | -------- |
| Boogschieten | Olympisch team (m)                    | bewegend vogeldoel, 28 m, team | 1        |
| Wielrennen   | Maurice Peeters                       | sprint (m)                     | Goud     |
| Zeilen       | Cornelis Hin Frans Hin Johan Hin      | 12 voets jol (m)               | Goud     |
| Zeilen       | Bernard Carp Joop Carp Petrus Wernink | 6½ Meter Klasse (m)            | Goud     |
| Touwtrekken  | Olympisch team (m)                    | mannen                         | 2        |
| Zeilen       | Petrus Beukers Arnoud van der Biesen  | 12 voets jol (m)               | Zilver   |
| Schermen     | Arie de Jong                          | sabel (m)                      | Brons    |
| Schermen     | Olympisch team                        | sabel team (m)                 | 3        |
| Voetbal      | Olympisch team                        | mannen                         | 3        |
| Wielrennen   | Piet Ikelaar                          | 50 km (m)                      | Brons    |
| Wielrennen   | Frans de Vreng Piet Ikelaar           | 2000 m tandem (m)              | Brons    |

## Overzicht per sport
| Sport         | Deelnemers | Goud | Zilver | Brons | Totaal |
| ------------- | ---------- | ---- | ------ | ----- | ------ |
| Atletiek      | 10         |      |        |       | '      |
| Boksen        | 8          |      |        |       | '      |
| Boogschieten  | 8          | 1    |        |       | 1      |
| Gewichtheffen | 5          |      |        |       | '      |
| Paardensport  | 1          |      |        |       | '      |
| Roeien        | 12         |      |        |       | '      |
| Schermen      | 10         |      |        | 2     | 2      |
| Schietsport   | 15         |      |        |       | '      |
| Touwtrekken   | 8          |      | 1      |       | 1      |
| Voetbal       | 14         |      |        | 1     | 1      |
| Waterpolo     | 9          |      |        |       | '      |
| Wielrennen    | 10         | 1    |        | 2     | 3      |
| Worstelen     | 9          |      |        |       | '      |
| Zeilen        | 8          | 2    | 1      |       | 3      |
| Zwemmen       | 3          |      |        |       | '      |
| Totaal        | 130        | 4    | 2      | 5     | 11     |

## Resultaten per sport

### Atletiek
| Olympiër                                                      | Discipline             | Resultaat   | Prestatie                                                   |
| ------------------------------------------------------------- | ---------------------- | ----------- | ----------------------------------------------------------- |
| Albert Heijnneman                                             | 100m (m)               | serie       | serie: 11,0 (3e tijd)                                       |
| Albert Heijnneman                                             | 200m (m)               | kwartfinale | serie: 25,4 (2e tijd) KF: (5e tijd)                         |
| Harry van Rappard                                             | 100m (m)               | serie       | serie: (4e tijd)                                            |
| Harry van Rappard                                             | 200m (m)               | serie       | serie: 23,7 (4e tijd)                                       |
| Jan de Vries                                                  | 100m (m)               | serie       | serie: (6e tijd)                                            |
| Cor Wezepoel                                                  | 100m (m)               | kwartfinale | serie: 11,5 (2e tijd) KF: (5e tijd)                         |
| Cor Wezepoel                                                  | 200m (m)               | kwartfinale | serie: 23,3 (2e tijd) KF: 23,3 (5e tijd)                    |
| Adriaan Paulen                                                | 800m (m)               | 7e          | serie: 1.58,4 (4e tijd) HF: 1.57,8 (3e tijd) finale: 1.56,4 |
| Gerard van der Wel                                            | 5000m (m)              | serie       | serie: (9e tijd)                                            |
| Oscar van Rappard                                             | 110m horden (m)        | serie       | serie: (3e tijd)                                            |
| Cor Gubbels                                                   | 3000m snelwandelen (m) | -           | serie: gediskwalificeerd                                    |
| August Schotte                                                | 3000m snelwandelen (m) | serie       | serie: (7e tijd)                                            |
| Christiaan Huijgens                                           | marathon (m)           | -           | niet gefinisht                                              |
| Hendricus Wessel                                              | marathon (m)           | 26e         | 3:00.17,0                                                   |
| Albert Heijnneman Jan de Vries Harry van Rappard Cor Wezepoel | 4x100m (m)             | serie       | serie: 43,5 (3e tijd)                                       |

### Boksen
| Olympiër             | Discipline                      | Resultaat   | Prestatie                                                                                             |
| -------------------- | ------------------------------- | ----------- | --- |
| Nelis van Dijk       | vlieggewicht (tot 50,8 kg) (m)  | 1/8F        | 1/8F: verloren van Anders Petersen Denemarken                                                         |
| Ted Zegwaard         | vlieggewicht (tot 50,8 kg) (m)  | kwartfinale | 1/8F: versloeg Frederic Virtue Groot-Brittannië KF: verloren van William Cuthbertson Groot-Brittannië |
| Wim Hesterman        | vedergewicht (tot 57,2 kg) (m)  | 1/8F        | 1/16F: vrijgeloot 1/8F: verloor van Philippe Bouvy België                                             |
| Ko Janssens          | lichtgewicht (tot 61,2 kg) (m)  | 1/8F        | 1/8F: verloor van Frank Cassidy Verenigde Staten                                                      |
| Herman Nak           | lichtgewicht (tot 61,2 kg) (m)  | 1/8F        | 1/8F: verloor van Frederick Grace Groot-Brittannië                                                    |
| Johannes Heuckelbach | weltergewicht (tot 66,7 kg) (m) | 1/16F       | 1/16F: verloor van Ivan Schannong Denemarken                                                          |
| Jan Hesterman        | middengewicht (tot 72,6 kg) (m) | 1/8F        | 1/8F: verloor van William Bradley Zuid-Afrika                                                         |
| Paul Munting         | middengewicht (tot 72,6 kg) (m) | 1/8F        | 1/8F: verloor van Moe Herscovitch Canada                                                              |

### Boogschieten
| Olympiër | Discipline                     | Resultaat | Prestatie |
| --- | ------------------------------ | --------- | --- |
| Janus Theeuwes Driekske van Bussel Joep Packbiers Janus van Merrienboer Jo van Gastel Theo Willems Piet de Brouwer Tiest van Gestel | bewegend vogeldoel, 28 m, team | Goud      | 443 Janus Theeuwes 414 Jo van Gastel 394 Theo Willems 388 Janus van Merrienboer 378 Piet de Brouwer 374 Joep Packbiers 364 Driekske van Bussel 332 Tiest van Gestel 3087 totaal |

### Gewichtheffen
| Olympiër               | Discipline                     | Resultaat | Prestatie    |
| ---------------------- | ------------------------------ | --------- | ------------ |
| Joop Tijman            | Vedergewicht (tot 60 kg) (m)   | 9e plaats | 185,0 punten |
| Wilhelmus van Nimwegen | Lichtgewicht (tot 67,5 kg) (m) | 8e plaats | 210,0 punten |
| Marinus Ringelberg     | Middengewicht (tot 75 kg)      | 4e plaats | 225,0 punten |
| Pieter Belmer          | Middengewicht (tot 75 kg)      | 8e plaats | 165,0 punten |
| Jan Welter             | Halfzwaargewicht (tot 82,5 kg) | 7e plaats | 230,0 punten |

### Paardensport
| Olympiër       | Discipline                | Resultaat  | Prestatie      |
| -------------- | ------------------------- | ---------- | -------------- |
| Idzard Sirtema | Eventing, individueel (m) | 20e plaats | 1035,00 punten |

### Roeien
| Olympiër | Discipline     | Resultaat    | Prestatie                                     |
| --- | -------------- | ------------ | --------------------------------------------- |
| Frits Eijken | skiff (m)      | 4e           | KF 2: 7.50,0 (1e tijd) HF 1: 7.50,4 (2e tijd) |
| Bastiaan Veth Koos de Haas | dubbeltwee (m) | halve finale | HF 3: 7.24,8 (2e tijd)                        |
| Robbert Blaisse Huibert Boumeester Johannes Haasnoot Bernard te Hennepe Willem Hudig Philip Jongeneel Frederik Koopman Liong Siang Sie Johannes van der Vegte | acht (m)       | kwartfinale  | KF 4: 6.38,2 (2e tijd)                        |

### Schermen
| Olympiër | Discipline      | Resultaat    | Prestatie                                                                          |
| --- | --------------- | ------------ | ---------------------------------------------------------------------------------- |
| Willem Hubert van Blijenburgh | degen (m)       | eerste ronde | ronde 1: 7e in poule A met 3-6                                                     |
| Wouter Brouwer | degen (m)       | kwartfinale  | ronde 1: 5e in poule C met 3-3 KF: 8e in poule D met 3-7                           |
| Wouter Brouwer | floret (m)      | kwartfinale  | KF: 4e in poule A met 2-4                                                          |
| Wouter Brouwer | sabel (m)       | kwartfinale  | KF: 4e in poule B met 3-4                                                          |
| Louis Delaunoij | degen (m)       | ronde 1      | ronde 1: 7e in poule D met 3-6                                                     |
| Arie de Jong | degen (m)       | halve finale | ronde 1: 2e in poule H met 6-2 KF: 4e in poule A met 6-4 HF: 8e in poule B met 4-7 |
| Arie de Jong | floret (m)      | kwartfinale  | KF: 4e in poule C met 4-4                                                          |
| Arie de Jong | sabel (m)       | Brons        | KF: 3e in poule A met 5-2 HF: 2e in poule C met 5-1 finale: 3e met 6-5             |
| Felix Vigeveno | degen (m)       | ronde 1      | ronde 1: 8e in poule I met 2-6                                                     |
| Felix Vigeveno | floret (m)      | halve finale | KF: 3e in poule H met 3-2 HF: 4e in poule D met 2-3                                |
| Felix Vigeveno | sabel (m)       | kwartfinale  | KF: 7e in poule D met 2-5                                                          |
| Jan van der Wiel | degen (m)       | kwartfinale  | ronde 1: 1ste in poule B met 5-2 KF: 12e in poule C met 1-10                       |
| Jan van der Wiel | floret (m)      | kwartfinale  | KF: 7e in poule F met 1-6                                                          |
| Jan van der Wiel | sabel (m)       | 5e           | KF: 1ste in poule F met 6-2 HF: 3e in poule B met 3-3 finale: 5e met 6-5           |
| Henri Wijnoldy-Daniëls | degen (m)       | kwartfinale  | ronde 1: 3e in poule F met 4-3                                                     |
| Henri Wijnoldy-Daniëls | sabel (m)       | 9e           | ronde 1: 4e in poule B met 4-3 HF: 1ste in poule A met 4-2 finale: 9e met 4-7      |
| Salomon Zeldenrust | degen (m)       | ronde 1      | ronde 1: 7e in poule G met 3-5                                                     |
| Salomon Zeldenrust | floret (m)      | kwartfinale  | KF: 4e in poule B met 5-3                                                          |
| Willem Hubert van Blijenburgh Jetze Doorman Arie de Jong George van Rossem Henri Wijnoldy-Daniëls Salomon Zeldenrust                | degen team (m)  | halve finale | HF: 4e in poule B met 2-2                                                          |
| Wouter Brouwer Arie de Jong Felix Vigeveno Jan van der Wiel Salomon Zeldenrust                                                      | floret team (m) | halve finale | HF: 3e in poule B met 0-2                                                          |
| Willem Hubert van Blijenburgh Louis Delaunoij Jetze Doorman Arie de Jong Jan van der Wiel Henri Wijnoldy-Daniëls Salomon Zeldenrust | sabel team (m)  | Brons        | finale: 3e met 5-2                                                                 |

### Schietsport
| Olympiër | Discipline                                           | Resultaat                 | Prestatie                 |
| --- | ---------------------------------------------------- | ------------------------- | ------------------------- |
| Cornelis van Altenburg | Vrij pistool 50 m individueel (m)                    | Niet geplaatst            | 397 punten                |
| Gerard van den Bergh | Militair geweer 300 m drie houdingen individueel (m) | Niet geplaatst            | 939 punten                |
| Gerard van den Bergh | Vrij pistool 50 m individueel (m)                    | Niet geplaatst            | 445 punten                |
| Antoine Bouwens | Militair geweer 300 m drie houdingen individueel (m) | Niet geplaatst            | 909 punten                |
| Antoine Bouwens | Vrij pistool 50 m individueel (m)                    | Niet geplaatst            | 444 punten                |
| Herman Bouwens | Militair geweer 300 m drie houdingen individueel (m) | Niet geplaatst            | 841 punten                |
| Herman Bouwens | Vrij pistool 50 m individueel (m)                    | Niet geplaatst            | 394 punten                |
| Jan Brussaard | Militair geweer 300 m drie houdingen individueel (m) | Niet geplaatst            | 866 punten                |
| Cornelis van Dalen | Militair geweer 300 m drie houdingen individueel (m) | Niet geplaatst            | 828 punten                |
| Klaas Woldendorp | Vrij pistool 50 m individueel (m)                    | Niet geplaatst            | 443 punten                |
| Gerard van den Bergh Antoine Bouwens Herman Bouwens Jan Brussaard Cornelis van Dalen                                                        | Militair geweer 300 m drie houdingen team (m)        | 8e plaats                 | 4383 punten               |
| Gerard van den Bergh Antoine Bouwens Herman Bouwens Jan Brussaard Cornelis van Dalen                                                        | Militair geweer 300 m staand team (m)                | 10e plaats                | 228 punten                |
| Gerard van den Bergh Antoine Bouwens Herman Bouwens Jan Brussaard Cornelis van Dalen                                                        | Militair geweer 300 m liggend team (m)               | 12e plaats                | 269 punten                |
| Gerard van den Bergh Antoine Bouwens Herman Bouwens Jan Brussaard Cornelis van Dalen                                                        | Militair geweer 600 m liggend team (m)               | 9e plaats                 | 266 punten                |
| Gerard van den Bergh Antoine Bouwens Herman Bouwens Jan Brussaard Cornelis van Dalen                                                        | Militair geweer 300 en 600 m liggend team (m)        | 13e plaats                | 495 punten                |
| Cornelis van Altenburg Gerard van den Bergh Antoine Bouwens Herman Bouwens Klaas Woldendorp                                                 | Vrij pistool 50 m team (m)                           | 10e plaats                | 2123 punten               |
| Christiaan Moltzer | Kleiduiven individueel (m)                           | Niet geplaatst            | Onbekend                  |
| Reindert de Favauge Emile Jurgens Franciscus Jurgens Christiaan Moltzer Cornelis van der Vliet Eduardus van Voorst tot Voorst Pieter Waller | Kleiduiven team (m)                                  | 6e plaats                 | 222 punten                |
| Klaas Jan Pen | align="center"\| Onbekend                            | align="center"\| Onbekend | align="center"\| Onbekend |

### Touwtrekken
De Nederlandse Atletiek Unie vaardigde voor de Spelen het team van de krachtsportvereniging Achilles uit Arnhem af. Dit team won op de voorwedstrijden in mei 1920 het voorrondetoernooi. Als tweede eindigde het team van de vereniging F.L. Jalin uit Edam en op de derde plaats de politiesportvereniging uit Amsterdam.
| Olympiër | Discipline | Resultaat | Prestatie |
| --- | ---------- | --------- | --- |
| Wim Bekkers Jan Hengeveld Sijtse Jansma Henk Janssen Anton van Loon Willem van Loon Rinus van Reekum Wim van Reekum | team (m)   | Zilver    | HF 2-0 Nederland - Italië finale 0-2 Nederland - Groot-Brittannië om zilveren medaille 2-0 Nederland - België |

### Voetbal
| Olympiër | Discipline | Resultaat | Prestatie |
| --- | ---------- | --------- | --- |
| Arie Bieshaar Leo Bosschart Evert Jan Bulder Jaap Bulder Harry Dénis Jan van Dort Ber Groosjohan Felix von Heijden Frits Kuipers Dick MacNeill Jan de Natris Oscar van Rappard Henk Steeman Ben Verweij | mannen     | Brons     | achtste finale 3-0 Nederland - Luxemburg kwartfinale 5-4 Nederland - Zweden na verlenging halve finale 0-3 Nederland - België toernooi om zilveren medaille zilveren finale 1-3 Nederland - Spanje |

### Waterpolo
| Olympiër | Discipline | Resultaat | Prestatie                                                                                                  |
| --- | ---------- | --------- | --- |
| Gé Bohlander Johan Cortlever Leen Hoogendijk Carl Kratz Karel Meijer Piet Plantinga Jean van Silfhout Karel Struijs Piet van der Velden | mannen     | 7e        | Kwartfinale 1-2 Nederland - België om plaats drie 7-0 Nederland - Tsjecho-Slowakije 1-9 Nederland - Zweden |

### Wielrennen
| Olympiër                                                     | Discipline                    | Resultaat   | Prestatie |
| ------------------------------------------------------------ | ----------------------------- | ----------- | --- |
| Tjabel Boonstra                                              | sprint (m)                    | 1/8F        | 1/8F: verloor van Gustave Daghelinckx & Norman Webster Canada |
| Piet Ikelaar                                                 | sprint (m)                    | kwartfinale | 1/8F: verloor van Horace Johnson Groot-Brittannië KF: verloor van Horace Johnson Groot-Brittannië Pierre Lanusse Frankrijk herkansing HF: verloor van Pierre Lanusse Frankrijk Henry Andersen Denemarken Georges Paillard Frankrijk                        |
| Piet Ikelaar                                                 | 50 km (m)                     | Brons       | Henry George (1:16:43,2) + 1/4 wiellengte |
| Maurice Peeters                                              | sprint (m)                    | Goud        | 1/8F: verloor van Anthony Young Verenigde Staten KF: versloeg Harold Bounsell Canada John Verhoeven België HF: versloeg Pierre Lanousse Frankrijk & James Walker Zuid-Afrika finale: versloeg Horace Johnso Groot-Brittannië & Harry Ryan Groot-Brittannië |
| Frans de Vreng                                               | sprint (m)                    | 1/8F        | 1/8F: verloor van Gerald Halpin Australië & Harold Bounsell Canada |
| Piet Beets Tjabel Boonstra                                   | tandem (m)                    | kwartfinale | KF: verloren van William Smith & James Walker Zuid-Afrika & John Verhoeven & Gustave Daghelinckx België |
| Piet Ikelaar Frans de Vreng                                  | tandem (m)                    | Brons       | KF: versloegen Henry Andersen & Axel Hansen & William Ormston & Henry Lee Groot-Brittannië HF: verloren van Harry Ryan & Thomas Lance Groot-Brittannië om brons: versloegen William Stewart & Cyril Alden                                                  |
| Piet Beets Piet Ikelaar Maurice Peeters Frans de Vreng       | 4 km ploegenachtervolging (m) | kwartfinale | KF: verloren van Groot-Brittannië |
| Arie van der Stel                                            | 50 km (m)                     | -           | niet gefinisht |
| Anton Krijgsman                                              | 50 km (m)                     | -           | niet gefinisht |
| Willem Ooms                                                  | 50 km (m)                     | -           | niet gefinisht |
|                                                              |                               |             | |
| Piet Ikelaar                                                 | tijdrit (m)                   | 8e          | 4:46.54,0 |
| Nico de Jong                                                 | tijdrit (m)                   | 25e         | 5:06.46,6 |
| Piet Kloppenburg                                             | tijdrit (m)                   | 33e         | 5:22.16,0 |
| Arie van der Stel                                            | tijdrit (m)                   | 27e         | 5:12.42,6 |
| Piet Ikelaar Nico de Jong Piet Kloppenburg Arie van der Stel | landenwedstrijd tijdrit (m)   | 6e          | 20:28.39,2 |

### Worstelen
| Olympiër             | Discipline                                         | Resultaat                     | Prestatie |
| -------------------- | -------------------------------------------------- | ----------------------------- | --- |
| Willem Roels         | Grieks-Romeins, Vedergewicht (tot 60 kg) (m)       | Uitgeschakeld in eerste ronde | Eerste ronde Verloor van Alexandre Boumans                                                                                               |
| Johannes van Maaren  | Grieks-Romeins, Vedergewicht (tot 60 kg) (m)       | Uitgeschakeld in eerste ronde | Eerste ronde Verloor van Daniel V. Gallery                                                                                               |
| Carl Coerse          | Grieks-Romeins, Lichtgewicht (tot 67,5 kg) (m)     | Uitgeschakeld in kwartfinale  | Eerste ronde Versloeg Théodore Bainconneau Tweede ronde Versloeg Karel Halik Kwartfinale Verloor van Frithjof Andersen                   |
| Johannes Nolton      | Grieks-Romeins, Lichtgewicht (tot 67,5 kg) (m)     | Uitgeschakeld in eerste ronde | Eerste ronde Verloor van Holger Lindberg                                                                                                 |
| Johannes Eillebrecht | Grieks-Romeins, Middengewicht (tot 75 kg) (m)      | Uitgeschakeld in eerste ronde | Eerste ronde Verloor van Calle Westergren                                                                                                |
| Willem Leloux        | Grieks-Romeins, Middengewicht (tot 75 kg) (m)      | Uitgeschakeld in eerste ronde | Eerste ronde Verloor van Svend Nielsen                                                                                                   |
| Jan Snit             | Grieks-Romeins, Halfzwaargewicht (tot 82,5 kg) (m) | Uitgeschakeld in tweede ronde | Eerste ronde Uitgeloot Tweede ronde Verloor van Bruto Testoni                                                                            |
| Jaap Sjouwerman      | Grieks-Romeins, Zwaargewicht (boven 82,5 kg) (m)   | Uitgeschakeld in halve finale | Eerste ronde Uitgeloot Tweede ronde Versloeg Dimitrios Vergos Kwartfinale Versloeg Ernst Nilsson Halve finale Verloor van Anders Ahlgren |
| Barend Bonneveld     | Grieks-Romeins, Zwaargewicht (boven 82,5 kg) (m)   | Uitgeschakeld in tweede ronde | Eerste ronde Uitgeloot Tweede ronde Verloor van Anders Ahlgren                                                                           |

### Zeilen
| Olympiër                              | Discipline            | Resultaat | Prestatie             |
| ------------------------------------- | --------------------- | --------- | --------------------- |
| Johan Hin Cornelis Hin Frans Hin      | 12 voet Dinghy (g)    | Goud      | 4 punten (2, 1, 1)    |
| Arnoud van der Biesen Petrus Beukers  | 12 voet Dinghy (g)    | Zilver    | 5 punten (1, 2, 2)    |
| Bernard Carp Joop Carp Petrus Wernink | 6,5m Meter Klasse (g) | Goud      | 2 punten (afg., 1, 1) |

### Zwemmen
| Olympiër          | Discipline          | Resultaat    | Prestatie                                 |
| ----------------- | ------------------- | ------------ | ----------------------------------------- |
| Ko Korsten        | 100m vrije slag (m) | halve finale | serie 6: 1.05,6 (2e tijd) HF 2: (7e tijd) |
| Jean van Silfhout | 100m vrije slag (m) | serie        | serie 1: 1.09,0 (3e tijd)                 |
| Cor Zegger        | 1500m vrije slag(m) | serie        | serie 2: 24.58,0 (3e tijd)                |
|                   |                     |              |                                           |
| Rie Beisenherz    | 100m vrije slag (v) | serie        | serie 1: 1.22,6 (3e tijd)                 |